# Nièvre
Nièvre ( fransk udtale ?) er et fransk departement i regionen Bourgogne. Hovedbyen er Nevers, og departementet har 225.198 indbyggere (1999).
Der er 4 arrondissementer, 17 kantoner og 309 kommuner i Nièvre.